# Nghĩa Hòa, Lạng Giang
Nghĩa Hòa là một xã thuộc huyện Lạng Giang, tỉnh Bắc Giang, Việt Nam.

## Diện tích, dân số
Xã Nghĩa Hòa có diện tích 7,25 km², dân số năm 1999 là 7203 người, mật độ dân số đạt 994 người/km².